# Mirzamys
Mirzamys (Helgen & Helgen, 2009) è un genere di Roditori della famiglia dei Muridi.

## Descrizione

### Dimensioni
Al genere Mirzamys appartengono roditori di piccole dimensioni, con lunghezza della testa e del corpo tra 101 e 120 mm, la lunghezza della coda tra 89 e 124 mm e un peso fino a 30 g.

### Caratteristiche craniche e dentarie
Il cranio presenta un rostro lungo, sottile ed affusolato con le ossa nasali che si estendono in avanti ben oltre la linea degli incisivi e una scatola cranica grande. I fori palatali sono lunghi. Gli incisivi superiori sono giallo-arancioni chiari ed opistodonti, ovvero con le punte rivolte verso l'interno della bocca. Sono presenti due molari su ogni semi-arcata, quelli superiori con tre radici, quelli inferiori con due e ognuno con la caratteristica disposizione delle cuspidi a bacino.
Sono caratterizzati dalla seguente formula dentaria:

### Aspetto
La pelliccia è lunga, soffice ed estremamente densa, il colore generale del corpo è grigio-brunastro. Il muso è appuntito, gli occhi sono relativamente piccoli. Le orecchie sono lunghe e arrotondate. I piedi sono lunghi, sottili e leggermente palmati. Le piante dei piedi presentano sei cuscinetti carnosi, tutte le dita sono allungate e munite di lunghi artigli affilati eccetto il pollice, provvisto di un'unghia appiattita. La coda è lunga più o meno come la testa ed il corpo, è uniformemente scura con la parte terminale bianca ed è rivestita di 13-15 anelli di scaglie per centimetro, ognuna corredata da un singolo corto pelo. Le femmine hanno due paia di mammelle inguinali.

## Distribuzione
sono roditori terricoli endemici della Nuova Guinea.

## Tassonomia
Il genere comprende 2 specie:
- Mirzamys louiseae
- Mirzamys norahae